# Glenognatha phalangiops
Espèce
Synonymes
- Hivaoa phalangiops Berland, 1942

Glenognatha phalangiops est une espèce d'araignées aranéomorphes de la famille des Tetragnathidae.

## Distribution
Cette espèce est endémique des îles Australes en Polynésie française. Elle se rencontre sur l'île de Rapa.

## Description
La femelle holotype mesure 2,9 mm.

## Publication originale
- Berland, 1942 : Polynesian spiders. Occasional Papers of the Bernice Pauahi Bishop Museum of Polynesian Ethnology and Natural History, vol. 17, no 1, p. 1-24 (texte intégral).